# Ivica Gluhak
Ivica Gluhak (Konjščina kraj Zlatara, 1922. – Kordun, 1941.) bio je sudionik Narodnooslobodilačke borbe i narodni heroj.

## Životopis
Rođen je 1922. godine u Konjščini. Kao dječak, preselio se u Zagreb zbog izučavanja trgovačkog zanata. Godine 1939., primljen u Savez komunističke omladine Jugoslavije.
Poslije okupacije Jugoslavije 1941., kao član zagrebačkog Mjesnog komiteta Saveza komunističke omladine Jugoslavije, Gluhak je bio jedan od organizatora borbenih omladinskih grupa u Zagrebu. Zajedno s Antom Milkovićem i Rudolfom Kroflinom, sudjelovao je u diverziji na pruzi Zagreb-Sisak.
Dana 15. srpnja 1941. godine, Gluhak je sam zapalio ustaško skladište sijena u Kustošiji. Bio je i jedan od članova grupe zagrebačkih skojevaca koji su, 4. kolovoza 1941. godine, pod vodstvom Slavka Komara, izvršili napad iz Botaničkog vrta na pripravnike Pavelićevog „Tjelesnog zdruga“. Tada je bilo ranjeno 28 ustaša. Akcija je izazvala paniku u ustaškim i njemačkim redovima i zbog nje je uhićeno i ubijeno oko 700 ljudi.
Sljedećeg dana, 5. kolovoza, uhićen je i Ivo Gluhak. Osuđen je na smrt, ali pošto nije ništa priznao, kazna mu je, kao malodobniku, zamijenjena na dvije godine zatvora. Tijekom služenja kazne, Ivo je stekao povjerenje upravnika zatvora, koji ga je puštao u grad bez policijske pratnje. Tako je uspio stupiti u vezu sa svojim starijim bratom Vladom, koji je tada bio jedan od partijskih rukovodilaca u Zagrebu, i da se uz njegovu pomoć prebaci na oslobođeni teritorij, na Kordun.
Poginuo je u prvim borbenim redovima, u sukobu s nadmoćnim neprijateljskim snagama, u listopadu 1941. godine.
Ukazom Prezidija Narodne skupštine Federativne Narodne Republike Jugoslavije, 20. prosinca 1951. godine, proglašen je za narodnog heroja.